# Obcy krewni
Obcy krewni (ang. Relative Strangers) – amerykańska komedia z 2006 roku w reżyserii Grega Glienna. Została wyprodukowana przez Garlin Pictures, Equity Pictures Medienfonds GmbH & Co. KG i Gordonstreet Pictures.

## Fabuła
Richard (Ron Livingston) zaręczył się z Ellen (Neve Campbell). W jego żyłach płynie błękitna krew. Niebawem mężczyzna dowiaduje się, że w dzieciństwie został adoptowany. Postanawia więc poznać swoich biologicznych rodziców. Po spotkaniu z nimi przeżywa kryzys tożsamości.

## Obsada
- Danny DeVito jako Frank Menure
- Kathy Bates jako Agnes Menure
- Ron Livingston jako Richard Clayton/Menure
- Neve Campbell jako Ellen Minnola
- Beverly D’Angelo jako Angela Minnola
- Bob Odenkirk jako Mitch Clayton
- Edward Herrmann jako Doug Clayton
- Christine Baranski jako Arleen Clayton
- Martin Mull jako Jeffry Morton
- Michael McKean jako Ken Hyman
- M.C. Gainey jako Spicer
- Star Jones jako Holly Davis

i inni